# Plast 1
Plast 1 A/S eller Plast1 TopCo er en dansk forhandler af plastbeholdere med hovedkvarter i Hørsholm. Deres plastbeholdere benyttes til bl.a. fødevarer og opbevaring. Produkterne produceres på kontraktaftaler med fabrikker i Danmark og Polen. Selskabet blev etableret i 2008. I 2023 havde de en årsomsætning på 842 mio. danske kroner. Virksomheden har et nederlandsk selskab som ejer.